# Athene
Az Athene a madarak (Aves) osztályának bagolyalakúak (Strigiformes) rendjébe, ezen belül a bagolyfélék (Strigidae) családjába tartozó nem.

## Tudnivalók
Ennek a kis méretű baglyokból álló madárnemnek a különböző fajai megtalálhatók Európában, a trópusi és szubtrópusi Ázsiában Indiától egészen a Koreai-félszigetig, valamint Észak-Afrikában és Madagaszkáron is. Az üregi bagolynak köszönhetően az Athene bagolynem az Amerikákban is jelen van. E madarak közös jellemzői a barna-fehér mintás tollazat, a sárga színű szem és a fehér „szemöldök”. A taxon a nevét, Pallasz Athénéről kapta, aki a bölcsesség, az igazságos háború, a jog, az igazságosság, a művészetek, a kézművesség és a képzés istennője a görög mitológiában.

## Rendszerezés
A nembe az alábbi 9 élő faj tartozik:
- erdei kuvik (Athene blewitti) (Hume, 1873) - a korábban elkülönített madarat manapság visszahelyezték ebbe a madárnembe. A legtöbb korábbi rendszer ezt a fajt Heteroglaux blewitti néven ismerte el és a Heteroglaux nem egyetlen fajaként tartotta számon
- brama kuvik (Athene brama) (Temminck, 1821)
- üregi bagoly (Athene cunicularia) (Molina, 1782)
- kuvik (Athene noctua) (Scopoli, 1769)
- madagaszkári héjabagoly (Athene superciliaris) (Vieillot, 1817) - korábban a Ninox nembe tartozott Ninox superciliaris névvel
- Salamon-szigeteki héjabagoly (Athene jacquinoti) (Bonaparte, 1850) - korábban a Ninox nembe tartozott Ninox superciliaris névvel
- Guadalcanali héjabagoly (Athene granti) (Sharpe, 1888) - korábban a Salamon-szigeteki héjabagoly alfajaként tartották számon, csak Guadalcanal szigetén él.
- Malaita-szigeti héjabagoly (Athene malaitae) (Mayr, 1931) - korábban a Salamon-szigeteki héjabagoly alfajaként tartották számon, csak Malaita szigetén él.
- Makira-szigeti héjabagoly (Athene roseoaxillaris) (Hartert, 1929)- korábban a Salamon-szigeteki héjabagoly alfajaként tartották számon, csak Makira és Bauro szigetén él.

### Fosszilis és kihalt fajok
A fenti élő fajok mellett, az Athene bagolynem fosszilis és kihalt fajokat is magába foglal; az alábbi lista ezeket sorolja fel:
- †Athene megalopeza (Rexroad késő pliocén; az USA középnyugati része) - néha a ma már felszámolt Speotyto nembe helyezik
- †Athene veta (kora pleisztocén; Lengyelország)
- †Athene angelis (középső-késő pleisztocén; Korzika)
- †Athene trinacriae (pleisztocén)
- †Athene cf. cunicularia (pleisztocén; Barbuda, Karib-térség) - néha a ma már felszámolt Speotyto nembe helyezik
- †Athene cf. cunicularia (pleisztocén; Kajmán-szigetek, Karib-térség) - néha a ma már felszámolt Speotyto nembe helyezik
- †Athene cf. cunicularia (pleisztocén; Jamaica, Karib-térség) - néha a ma már felszámolt Speotyto nembe helyezik
- †Athene cf. cunicularia (pleisztocén; Mona-sziget, Karib-térség) - néha a ma már felszámolt Speotyto nembe helyezik
- †Athene cf. cunicularia (pleisztocén; Puerto Rico, Karib-térség) - néha a ma már felszámolt Speotyto nembe helyezik
- †krétai bagoly (Athene cretensis) (pleisztocén; Kréta)

A magyarországi Rudabányánál talált 11 millió éves miocén kori bagolymaradványok meglehet, hogy ebbe a nembe tartoznak, és e madárnem bazális, azaz alapi, igen korai képviselői; azonban az is meglehet, hogy egyáltalán nem rokonok a mai kuvikkal és annak rokonságával.
A rodriguez-szigeti baglyot (Mascarenotus murivorus) korábban, "Athene" murivora név alatt megpróbálták ide sorolni, de aztán később elvetették az ötletet.
Az üregi bagoly (Athene cunicularia) számos alfajából kettő mára már kihalt:
- antiguai üregi bagoly (Athene cunicularia amaura) (Lawrence, 1878) – (kihalt 1905-ben) – Antigua, Saint Kitts és Nevis szigeteken élt
- Guadeloupe-i üregi bagoly (Athene cunicularia guadeloupensis) (Ridgway, 1874) – (kihalt 1890-ben) – Guadeloupe és Marie-Galante szigeteken élt

### Fordítás
- Ez a szócikk részben vagy egészben  az   Athene (bird) című angol Wikipédia-szócikk ezen változatának fordításán alapul.  Az eredeti cikk szerkesztőit annak laptörténete sorolja fel. Ez a jelzés csupán a megfogalmazás eredetét és a szerzői jogokat jelzi, nem szolgál a cikkben szereplő információk forrásmegjelöléseként.